# Johann Muller
Gysbert Johannes Muller (Mossel Bay, 1º giugno 1980) è un rugbista a 15 sudafricano, dal 2010 seconda linea dell'Ulster Rugby e campione del mondo nel 2007 con gli Springbok.

## Biografia
Seconda linea di due metri d'altezza, Muller ha vissuto tutta la sua carriera professionistica nel suo Paese con gli Sharks, franchise di Super Rugby nella cui squadra provinciale, i Natal Sharks, vinse una Currie Cup nel 2008.
Esordì negli Springbok solo nel 2006 a ventisei anni, a causa della forte concorrenza nel ruolo di seconda linea dei due uomini di mischia dei Bulls, Matrfield e Botha; anche una volta entrato in Nazionale non fu quasi mai titolare fisso, benché in un'occasione, prima della Coppa del Mondo di rugby 2007, fosse stato designato capitano della squadra, nel Tri Nations contro la Nuova Zelanda.
Nella Coppa del Mondo disputò 4 incontri e si laureò campione, e disputò il suo incontro internazionale più recente nel 2009; nell'estate 2010, dopo 8 stagioni agli Sharks, Muller ha firmato un contratto con l'Ulster Rugby, formazione irlandese di Celtic League.

## Palmarès
- Coppe del mondo: 1
Sudafrica: 2007
- Currie Cup: 1
Natal Sharks: 2008